# Carlia bicarinata
Carlia bicarinata är en ödleart som beskrevs av  Macleay 1877. Carlia bicarinata ingår i släktet Carlia och familjen skinkar. IUCN kategoriserar arten globalt som livskraftig. Inga underarter finns listade.